# TV Dourados
A TV Dourados foi uma emissora de televisão brasileira localizada na cidade de Dourados, no interior do estado do Mato Grosso do Sul. A emissora era sintonizada no Canal 5 VHF e era afiliada ao Sistema Brasileiro de Televisão (SBT). Entrou no ar no final dos Anos 80 e foi extinta no final de 2002.

## História
Há poucos detalhes do começo da TV Dourados, mas sabe-se que era emissora comercial, gerava vários programas locais e era sucessora da TV Caiuás, que foi comprada no final dos Anos 80 pelo grupo Correio do Estado (que tinha jornais, emissoras de rádios e TVs na capital e interior de Mato Grosso do Sul).
Após a compra, o grupo decidiu mudar nome da emissora e de rede: a emissora TV Caiuás passou se chamar TV Dourados e a rede transmitida pela antiga emissora, que era a Rede Bandeirantes,passou a transmitir a programação do SBT.
Em 1996, foi colocada a venda e passou ser controlada por outro grupo.
Em 2001, foi colocada de novo a venda e foi comprada por R. R. Soares, líder da Igreja Internacional da Graça de Deus. Ao mesmo tempo pediu a autorização do Ministério das Comunicações para instalação de retransmissoras, que inclui as capitais Salvador, São Luís, Recife, Belém, Palmas, Cuiabá e Porto Velho e cidades do porte de Londrina (PR) e Volta Redonda (RJ).
Em 8 de junho de 2002, a emissora deixou o SBT e passou a exibir a programação da igreja evangélica da recém-inaugurada Rede Internacional de Televisão, totalmente produzida em outra emissora de São Paulo.
Até o dia 25 de junho, Soares conseguiu a autorização do Ministério das Comunicações para instalar 27 retransmissoras da geradora de Dourados.
Em 31 de dezembro de 2002, a emissora foi extinta para dar lugar à RIT Dourados em 1º de janeiro de 2003, inclusive a inauguração da Rede Internacional de Televisão.